# Малая Каштановая аллея
Малая Кашта́новая аллея — улица во Фрунзенском районе Санкт-Петербурга. Проходит от Пловдивской улицы до Загребского бульвара.

## История
Аллея получила название 29 декабря 1980 года по Каштановой аллее (ныне Пловдивская улица). При этом улица как таковая существовала только между Пловдивской и Будапештской улицами, а участок от Будапештской улицы до Загребского бульвара представлял собой скорее пустырь, чем дорогу.
В августе 2014 года был построен недостающий участок Малой Каштановой аллеи от Будапештской улицы до Загребского бульвара (одновременно с аналогичным участком Пловдивской улицы).
9 октября 2015 года было введено одностороннее движение по Малой Каштановой аллее от Загребского бульвара до дома 4/4 по Малой Каштановой аллее.

## Расположение
Координаты начала: 59°50′32″ с. ш. 30°23′15″ в. д. 

Координаты конца: 59°50′45″ с. ш. 30°23′56″ в. д. 

Южнее улицы выстроен новый жилой комплекс «Радуга», на месте которого ранее находился небольшой пруд. Он образовался в результате выемки грунта для Обуховского домостроительного комбината (ДСК-2).

## Транспорт
По самой аллее общественный транспорт не ходит. Ближайшие станции метро — «Купчино», «Дунайская», «Проспект Славы». На пересечении Малой Каштановой аллеи и Будапештской улицы расположена остановка «Малая Каштановая аллея» автобусов № 54, 159, 225, 253, 282, 288; троллейбуса № 39 и маршрутки "ТРЦ РИО - улица Олеко Дундича".

## Пересечения
- Пловдивская улица - Малая Каштановая аллея примыкает к ней.
- Будапештская улица - пересечение.
- Загребский бульвар - Малая Каштановая аллея примыкает к нему.

## Примечательные здания и сооружения
- дом 8 — Магазин «Пятёрочка»
- дом 9 к. 1 - один из корпусов жилого комплекса "Радуга"